# Austronella planulata
Austronella planulata är en dagsländeart som först beskrevs av Towns 1983.  Austronella planulata ingår i släktet Austronella och familjen starrdagsländor. Inga underarter finns listade i Catalogue of Life.